# Yaadon Ki Baaraat
Yaadon Ki Baaraat (bra: Procissão de Memórias; prt: Passado Inesquecível) é um filme indiano de 1973. O filme foi um êxito de bilheteira cotado em nº 5 do ano de 1973.

## Sinopse
Shankar, Vijay e Ratan são três pequenos irmãos que se desencontram depois de assistirem ao assassinato dos pais. A canção "Yaadon Ki Baaraat", que costumavam cantar em crianças com os pais, é anos mais tarde, a ligação para o seu reencontro.

## Elenco
- Dharmendra - Shankar
- Vijay Arora - Vijay
- Tariq - Ratan /Monto
- Zeenat Aman - Sunita
- Ajit Khan - Shakaal
- Neetu Singh - bailarino em 'Le Kar Hum Deewana Dil'
- Nanda -  mãe de Shankar, Vijay & Monto
- Satyen Kappu - Jack
- Aamir Khan (Master Aamir) - jovem Ratan
- Jalal Agha - Salim
- Master Rajesh
- Master Salesh
- Master Ravi
- Imtiaz Khan as Roopesh
- Ahmed Ali

## Banda sonora
- Yaadon Ki Baarat Nikli Hai - Lata Mangeshkar, Padmini Kolhapure E Sushma Shrestha
- Yaadon Ki Baarat Nikli Hai - Mohammad Rafi & Kishore Kumar
- Chura Liya Hai Tumne Jo Dil Ko - Mohammad Rafi, & Asha Bhosle
- Lekar Hum Dewana Dil -	Asha Bhosle & Kishore Kumar
- Ap Ke Kamre Mein Koi -	Kishore Kumar , Asha Bhosle & R.D. Burman
- Meri Soni Meri Tammana Jhooth Nahin Hai - Asha Bhosle & Kishore Kumar